# 闽西

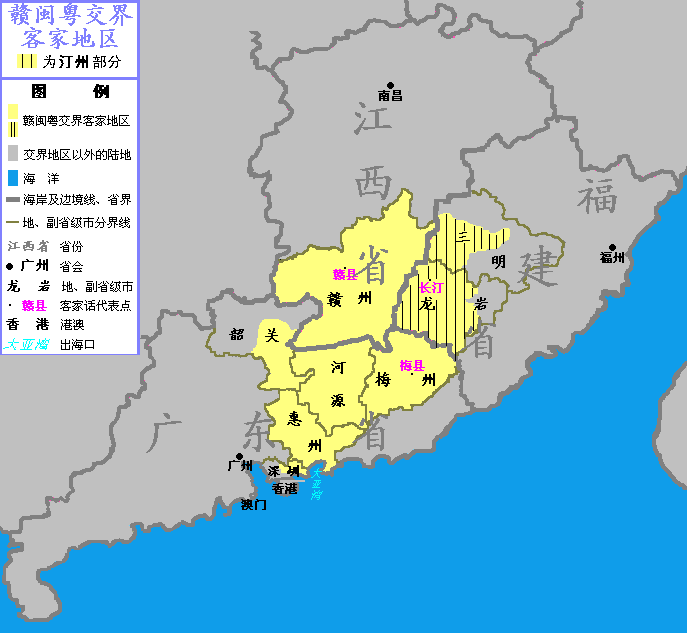
闽西（汀州）在客家地区及在福建省的位置

闽西，即福建省西部，从行政上包括三明市和龙岩市。但是一般论及闽西，都是从文化和历史传统上说的，即三明市及龙岩市的局部区域，包括汀州府八县：长汀、连城、武平、上杭、永定（以上今属龙岩市）、宁化、清流、明溪（以上今属三明市）。龙岩市和三明市的其它县市，从文化和历史传统上说分属闽南和闽北。
闽西（汀州）是汉、苗等移民群体从湖湘一带迁入后，閩西客家民系形成的祖籍地，处于赣闽粤客家地区的东北部，是闽西人中主体人口成分客家人的主要聚居地之一，通行汀州客家話。闽西宁化石壁村被称为客家祖地。閩西地區，最有名的鄉土神祇是宋代高僧定光大師，又被尊稱為定光古佛，至今台灣、香港、南洋，尚有許多閩西客家後裔十分信奉。